# Thelyconychia
Thelyconychia – rodzaj muchówek z rodziny rączycowatych (Tachinidae).

## Wybrane gatunki
- T. aplomyiodes (Villeneuve, 1936)[1]
- T. discalis Mesnil, 1957
- T. marconychia Mesnil, 1970
- T. solivaga (Róndani, 1861)[1]